# سافک
سافک (به انگلیسی: Suffolk) (تلفظ: ‎/ˈsʌfək/‎) یکی از شهرستان‌های کشور انگلستان است که در ناحیه شرق انگلستان قرار دارد.
این شهرستان در سال ۲۰۱۶ میلادی ۷۴۵۳۰۰ نفر جمعیت داشته و مرکز آن شهر ایپسوییچ است.

## بخش‌ها
1. ایپسوییچ
2. سافک ساحلی
3. ویونی
4. مید سافک
5. بیبر
6. سنت ادموندزبوری
7. فورست هیث